# Velika ilirska vstaja
Velika ilirska vstaja, Panonska vstaja ali Batonova vstaja (latinsko Bellum Batonianum) je bil velik vojaški spopad med zvezo domorodnih plemen Ilirika in Rimljani, ki je trajal od leta 6 do 9.

## Vojna
Leta 6 se je zbralo več vojaških oddelkov Dezitijatov, ki so naseljevali ozemlje sedanje osrednje Bosne in Hercegovine, da bi se pod vodstvom Batona I. pridružili Avgustovemu pastorku in visokemu vojaškemu poveljniku Tiberiju v vojni proti Germanom. Dezitijati so se namesto tega uprli in porazili rimsko vojsko, ki je poskušala zatreti njihov upor. Upornikom so se kmalu pridružili Brevki pod poveljstvom Batona Brevškega (Baton II.) in druga plemena z ozemlja med Savo in Dravo v sedanji Hrvaški. Rimljani so nadnje poslali svojo vojsko iz Mezije pod poveljstvom konzula in mezijski guvernerja Avla Kekina Severija. V bitki pri Sirmiumu so Rimljani premagali Ilire, vendar s tako velikimi izgubami, da niso mogli nadaljevati pohoda. Upornikom so se kljub porazu pridružile številne druge skupnosti. 
Zaradi upora je bila ogrožena strateška rimska provinca Ilirik, v katero je bila malo pred tem vključena Panonija, ki je branila vzhodni bok Rimske republike. Avgust je zato ukazal Tiberiju, naj prekine vojaške operacije v Germaniji in premakne glavnino svoje vojske v Ilirik. Tiberij je v Ilirik kot predhodnico poslal guvernerja Dalmacije in Panonije Marka Valerija Mesala Mesalina. V Rimu je izbruhnila panika, zato je Avgust zbral dodatno vojsko pod poveljstvom Tiberijevega nečaka Germanika. V vojsko so zaradi pomanjkanja vojakov vključili tudi več tisoč sužnjev, kar se je zgodilo prvič po bitki pri Kanah dve stoletji pred tem. Pozimi leta 6/7 se je proi Ilirom odpravilo deset legij z ustreznimi pomožnimi enotami: 70 kohort, 10 al in več kot 10.000 veteranov. Vojski je prišli na pomoč tudi veliko število tračanskih čet, ki jih je poslal njihov kralj in rimski zaveznik Rhoemetalces I., tako da je v celoti štela kakšnih 100.000 mož. 
Vojska se je večkrat spopadla z nasprotnikom in v Bosni doživela nepredvidljivo gverilsko vojno. Do ostrih spopadov je prišlo tudi v okolici Mons Almus v južni Panoniji. Rimski zgodovinar Svetonij piše, da je šlo za najtežjo vojno po punskih vojnah pred dvesto leti. Tiberij je upor dokončno zatrl leta 9. To se je zgodilo ravno še ob pravem času, ker je istega leta poglavar germanskega plemena Heruskov Arminij uničil tri rimske legije Publija Kvintija Vara in bi se po zmagi brez dvoma povezal z Iliri v veliko alianso proti Rimu.

## Posledice
Rimljanom je razen tega, da so med vojno zagrešili številne pokole, uspeli razbiti enotnost ilirskih plemen. Brevke so verjetno administrativno razdelili na Oserijate, Kolapijane in Varcijane. Pripadnike drugih plemen so verjetno prodali v suženjstvo ali jih preselili (na primer Azale).
- Velika ilirska vstaja 6 n. št. – 9 n. št
- Začetek Batonove vstaje leta 6
- Batonova zmaga pri Vuki leta 7
- Razvoj Batonove vstaje leta 8
- Batonov propad leta 9